# Hrabstwo Allegany (Maryland)

Piramida wieku hrabstwa

Hrabstwo Allegany (ang. Allegany County) to hrabstwo w amerykańskim stanie Maryland. Hrabstwo zajmuje powierzchnię całkowitą 1 113,23 km² i według szacunków US Census Bureau w roku 2006 liczyło 72 831 mieszkańców. Siedzibą hrabstwa jest miasto Cumberland.

## Historia
Hrabstwo Allegany powstało w roku 1789 z części hrabstwa Washington. Nazwa hrabstwa pochodzi od indiańskiego słowa oolikhanna, które oznacza "piękny strumień".

## Geografia
Całkowita powierzchnia hrabstwa Allegany wynosi 1 113,23 km², z czego 1 101,83 km² stanowi powierzchnia lądowa, a 11,40 km² (1,0%) powierzchnia wodna. Najwyższym punktem w hrabstwie jest szczyt góry Dans Rock, który wznosi się na wysokość 882 m n.p.m., zaś najniższy punkt o wysokości 128 m n.p.m. znajduje się na rzece Potomak, w pobliżu ujścia do niej strumienia Sideling Hill Creek.
W hrabstwie znajdują się trzy parki stanowe: park stanowy Dans Mountain, park stanowy Rocky Gap i park stanowy Wills Mountain.

### Miasta
- Barton
- Cumberland
- Frostburg
- Lonaconing
- Luke
- Midland
- Westernport

### CDP
- Barrelville
- Bier
- Bel Air
- Borden Shaft
- Bowmans Addition
- Bowling Green
- Carlos
- Clarysville
- Corriganville
- Cresaptown
- Danville
- Dawson
- Detmold
- Eckhart Mines
- Ellerslie
- Flintstone
- Franklin
- Gilmore
- Grahamtown
- Klondike
- Little Orleans
- La Vale
- Midlothian
- McCoole
- Moscow
- Mount Savage
- National
- Nikep
- Ocean
- Oldtown
- Pleasant Grove
- Potomac Park
- Rawlings
- Spring Gap
- Vale Summit
- Woodland
- Zihlman

## Demografia
Według szacunków US Census Bureau w roku 2006 hrabstwo Allegany liczyło 72 831 mieszkańców.